# Phaolô Mã Tồn Quốc
Phaolô Mã Tồn Quốc (sinh năm 1969, tiếng Trung:馬存國, tiếng Anh:Paul Ma Cun-guo) là một giám mục người Trung Quốc của Giáo hội Công giáo Rôma. Ông hiện đang giữ nhiệm vụ Giám mục chính tòa Giáo phận Sóc Châu.

## Tiểu sử
Giám mục họ Mã sinh năm 1969 tại Trung Quốc. Sau khoảng thời gian dài đi tu học, Phó tế Mã Tồn Quốc đủ điều kiện và được trao thừa tác vụ linh mục vào ngày 23 tháng 3 năm 1996. Tòa Thánh bổ nhiệm ông làm Giám mục Phó Giáo phận Sóc Châu, có quyền kế vị Giám mục Bonaventure Lạc Tuấn. Lễ tấn phong cho Tân giám mục được tổ chức sau đó vào ngày 8 tháng 2 năm 2004. Ngày 15 tháng 3 năm 2007, giám mục Tuấn qua đời ở tuổi 89, ông chính thức lên kế nhiệm.